# 関塾
株式会社関塾（かんじゅく）は、大阪府大阪市中央区にある学習塾を経営する企業。

## 沿革
- 1974年4月 住之江学習教室として発足
- 1983年12月 株式会社関塾設立

## 会社概要
関塾は“人から人への教育”を基本理念として昭和49年に発足。
関塾は教育産業界において日本で初めてフランチャイズチェーンシステムを事業として展開。
現在は、完全個別指導型の学習塾「Dr.関塾」を沖縄県を除く日本全国各地に展開している。

## 営業拠点
東京(九段下)・大阪(本町)

## 関連会社
- 一般財団法人田部井教育振興会
- 東京関塾株式会社(解散)
- 関塾西日本開発株式会社(解散)